# دیگو رنگل
دیگو رنگل (انگلیسی: Diego Rangel؛ زادهٔ ۲۳ ژوئن ۱۹۷۸) بازیکن فوتبال اهل اسپانیا است.
از باشگاه‌هایی که در آن بازی کرده‌است می‌توان به باشگاه فوتبال اوئسکا، باشگاه فوتبال اکسترمادورا، باشگاه فوتبال ژیرونا، و باشگاه فوتبال رئال مادرید کاستیا اشاره کرد.